# 新米爾 (布倫區)
51°11′37″N 34°5′17″E / 51.19361°N 34.08806°E
新米爾（烏克蘭語：Новий Мир）是位於烏克蘭東北部的村莊，由蘇梅州科諾托普區的布林市鎮負責管轄。該村分別距離加特卡3.5公里和皮斯基2公里，海拔高度139米，2001年人口35。